# Johann Friedrich Kretzschmar
Johann Friedrich Kretzschmar (* 8. Juli 1845 in Greifenhain; † 3. Januar 1924 in Dresden) war ein höherer sächsischer Staatsbeamter. Er war Geheimer Rat und Ministerialdirektor im sächsischen Ministerium des Kultus und öffentlichen Unterrichts – vergleichbar mit der späteren Stellung eines Staatssekretärs.

## Leben und Wirken
Er besuchte von 1862 bis 1866 die Fürstenschule Grimma, studierte von Ostern 1866 bis Ende 1869 Rechtswissenschaft an der Universität Leipzig, wurde am 2. Januar 1870 Akzessist beim Gerichtsamt Frohburg und am 1. November 1870 als Hilfsreserendar beim Gerichtsamt Löbau. Zum 1. Januar 1871 erfolgte seine Aufnahme in den sächsischen Staatsdienst.
Vom 1. Juli 1871 bis Ende März 1877 war Kretzschmar als Referendar, seit April 1874 als Assessor bei den Amtsgerichten Kirchberg und Grimma, sowie beim Handelsgericht im Bezirksgericht Dresden tätig. Am 1. April 1877 trat er zur inneren Verwaltung über und war als Bezirksassessor, seit August 1879 als Regierungsassessor, bei den Amtshauptmannschaften Döbeln und Dresden-Neustadt angestellt. 
Am 1. Juli 1884 wurde er unter Ernennung zum Regierungsrat zunächst als Hilfsarbeiter an die Kreishauptmannschaft Dresden versetzt und 1886 deren Abteilung für Ablösungen und Gemeinheitsteilungen (Separationen) zugewiesen. Daneben war er vom 1. Oktober 1885 bis 1890 Vorsitzender von Schiedsgerichten für Unfallversicherung. 
Im April 1892 erfolgte seine Ernennung zum Oberregierungsrat und am 1. Mai 1893 zum Geheimen Regierungsrat und Vortragender Rat im Ministerium des Kultus und öffentlichen Unterrichts berufen. Seit 1895 war er auch Mitglied der Disziplinarkammer. 
1906 erfolgte seine Ernennung zum Geheimen Rat und am 1. November 1909 die Ernennung zum Ministerialdirektor. Als solcher unterstand er als alleiniger Abteilungsvorstand direkt dem Kultusminister Beck. Seit 1909 war er auch Mitglied des Kompetenzgerichtshofs wie des Disziplinarhofs. Zum 1. Oktober 1915 trat Kretzschmar in den Ruhestand und wurde von Georg Schmaltz abgelöst. Er starb 1924 in seiner Wohnung in der heutigen Lessingstraße 9 (damals Carlstr.) in Dresden.

## Ehrungen
Im September 1915 ernannte ihn die Theologische Fakultät der Universität Leipzig zum Ehrendoktor der Theologie, da er sich große Verdienste um die evangelische Kirche und um das Schulwesen in Sachsen erworben hatte.
Außerdem war er Domherr in Wurzen.